# Miasto Belišće
Miasto Belišće (chorw. Grad Belišće) – jednostka administracyjna w Chorwacji, w żupanii osijecko-barańskiej. W 2011 roku liczyła 10 825 mieszkańców.